# Charles Donald Bateman
 (novembre 2019).
Si vous disposez d'ouvrages ou d'articles de référence ou si vous connaissez des sites web de qualité traitant du thème abordé ici, merci de compléter l'article en donnant les références utiles à sa vérifiabilité et en les liant à la section « Notes et références ».
Pour les articles homonymes, voir Bateman.
Charles Donald Bateman, plus connu sous le nom de Don Bateman, né le 8 mars 1932 en Saskatchewan au Canada et mort le 21 mai 2023 est l'inventeur du système avertisseur de proximité du sol (GPWS), un dispositif qui empêche la collision de l'appareil en vol, avec le sol[réf. nécessaire].